# 191P/Макнота
Комета Макнота 11 (191P/McNaught) — короткопериодическая комета из семейства Юпитера, которая впервые была обнаружена 10 июля 2007 года австралийским астрономом Робертом Макнотом с помощью 0,5-метрового телескопа Шмидта в обсерватории Сайдинг-Спринг. Она была описана как диффузный объект 17,7 m звёздной величины с небольшой центральной конденсацией и коротким хвостом в 10 " угловых секунд.  Комета обладает довольно коротким периодом обращения вокруг Солнца — чуть более 6,6 года.

Орбита кометы Макнота 11 и её положение в Солнечной системе

Уже на следующий день после открытия японским астрономом Сюити Накано были найдены более ранние снимки кометы, полученные 5 и 21 августа 2000 года в рамках программ NEAT и LONEOS. Это в свою очередь позволило вскоре обнаружить ещё ряд снимков, полученных в том же году 13 сентября и 19 декабря астрономами-любителями Maik Meyer и Reinder J. Bouma. Такое количество данных о позиции кометы, тем более, полученных на прошлом витке орбиты, позволил с большой точностью рассчитать орбиту кометы, а также в рекордно короткие сроки занести её в список короткопериодических комет.